# ناحیه اجانسی، شهرستان بوچانان، میزوری
شهرستان اجانسی، بخش بوچانان، میسوری (به انگلیسی: Agency Township, Buchanan County, Missouri) یک منطقهٔ مسکونی در ایالات متحده آمریکا است که در میزوری واقع شده‌است.

## خصوصیات
شهرستان اجانسی ۴۱٫۹۱ کیلومترمربع مساحت و ۱٬۲۳۲ نفر جمعیت دارد و ۲۸۵ متر بالاتر از سطح دریا واقع شده‌است.